# Guarea silvatica
Guarea silvatica är en tvåhjärtbladig växtart som beskrevs av C. Dc.. Guarea silvatica ingår i släktet Guarea och familjen Meliaceae. Inga underarter finns listade i Catalogue of Life.